# آوگرابن (رود)
آوگرابن (به آلمانی: Augraben) یک رود در آلمان است که در هسن واقع شده‌است.